# Soofi Mohammed
Pour les articles homonymes, voir Mohammed.
Soofi Mohammed bin Alhazrat Hassan, né en 1933 dans le district du Bas-Dir et mort le 11 juillet 2019 à Peshawar,, est un activiste islamiste pakistanais. 
Il est le fondateur du mouvement islamiste armé Tehrik-e-Nifaz-e-Shariat-e-Mohammadi (TNSM). Il dirige le groupe dans les années 1990 avant d'en céder la direction à son beau-fils Maulana Fazlullah qui va faire émerger le mouvement dans le district de Swat. Alors que le groupe s'engage dans la lutte armée contre les autorités pakistanaises, il est arrêté et emprisonné en 2009.

## Biographie

### Création du TNSM
Durant les années 1980, Soofi Mohammed était membre du parti islamiste Jamaat-e-Islami qu'il quitta pour créer en 1992 le TNSM. Au début de la Guerre d'Afghanistan, il organisa son mouvement pour aider les talibans en Afghanistan après leur éviction du pouvoir en 2001. Il rentra au Pakistan puis fut arrêté le 15 janvier 2002 alors que son mouvement avait été interdit 3 jours plus tôt. Maulana Fazlullah, son beau-fils, prend alors la direction du mouvement.
Il resta en prison jusqu'en 2008 puis fut libéré le 21 avril après avoir renoncé à la violence. Le gouvernement essaya alors d'utiliser son influence pour tenter de restaurer la paix dans la province de Khyber Pakhtunkhwa (nord-ouest). Soofi Mohammed avait alors déclaré « le gouvernement a pris la bonne décision et nous l'aiderons à rétablir la paix dans la région ». Il promet d’œuvrer pour que son mouvement favorise la paix dans la région et incite les talibans à renoncer à la violence. Le TNSM étend pourtant en 2008 et 2009 son influence au district de Malakand et au district de Swat. Il applique la charia dans ces régions, procède à des exécutions sommaires, à des destructions d'écoles et de bâtiments gouvernementaux.
Des négociations entre le gouvernement et son mouvement conduisent à l'établissement d'un acte controversé qui échange un cessez-le-feu et la réouverture des écoles pour filles avec une autorisation officielle d'appliquer la charia dans le district de Malakand et de Swat. Soofi Mohammed promet alors de discuter  du rétablissement de la paix avec Maulana Fazlullah, qui a gardé la direction du TNSM.

### Bataille de Swat

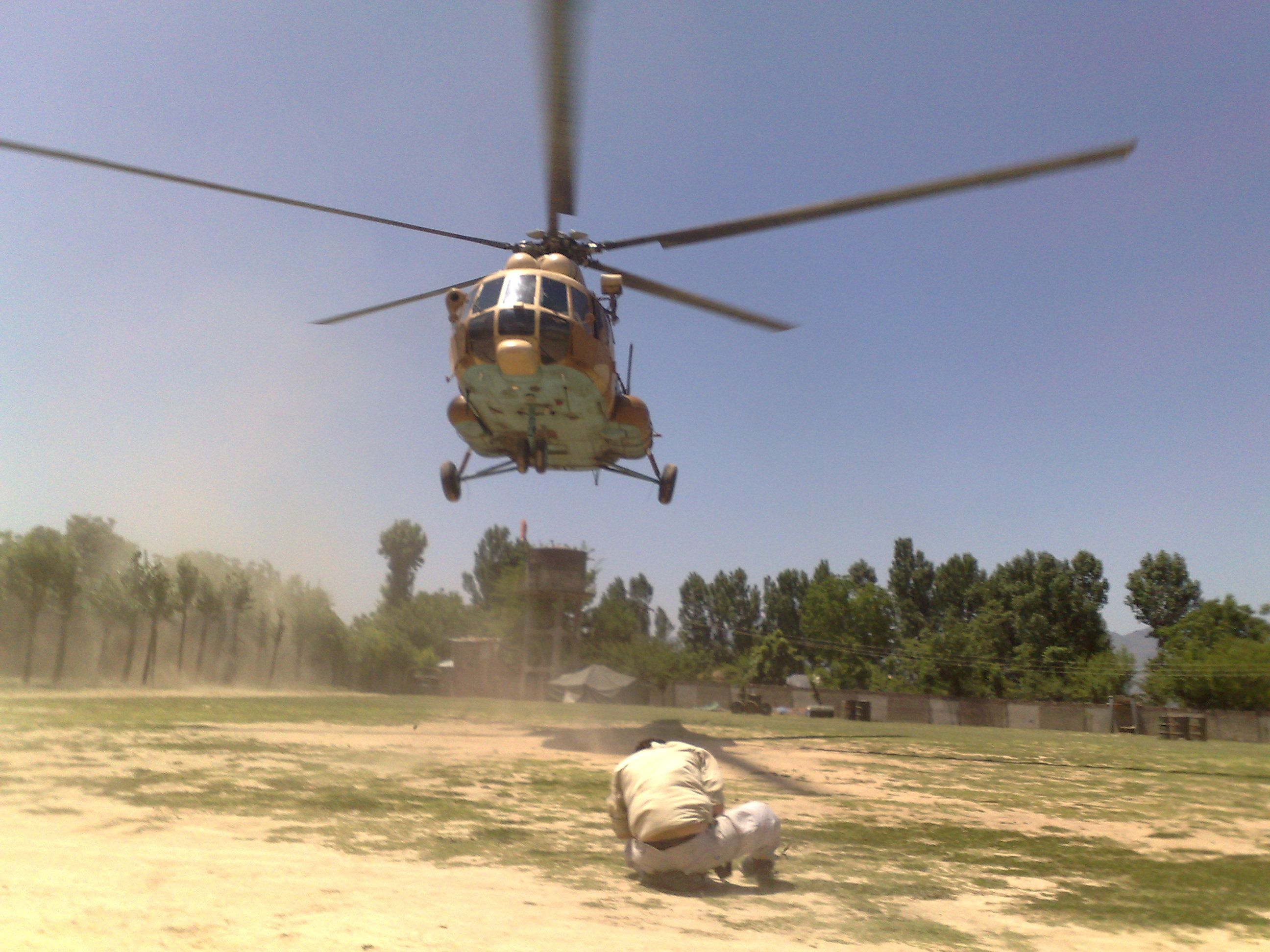
Un Mil Mi-8 de l'armée pakistanaise lors de la seconde bataille de Swat.

Accusé d'avoir rompu le cessez-le-feu, le gouvernement pakistanais annonce une opération militaire de grande envergure contre le TNSM. Environ 15 000 soldats sont mobilisés durant la seconde bataille de Swat, tuant plus de 1 000 militants islamistes et chassant les autres des villes. En juin 2009, le gouvernement annonce que le fief du TNSM a été bombardé et détruit. Soofi Mohammed aurait été arrêté par l'armée pakistanaise en juin 2009, mais l'annonce de sa capture n'est officialisée que le 26 juillet 2009. Il est alors accusé « d'encouragement à la violence » et « terrorisme ». Il est inculpé le 2 août 2009 sous la charge de « sédition, terrorisme et conspiration ». 
Le 18 juillet 2011, une Cour anti-terroriste l'inculpe de « meurtre et trahison » pour l'assaut d'une station de police en 1994 qui avait tué onze personnels de sécurité. Il est également inculpé de conspiration contre l’État pour des faits remontant à 1995. Soofi Mohammed refuse d'organiser sa défense et ne reconnaît pas la cour, ainsi le parquet lui assigne un avocat pour sa défense. 
Début 2015, quelques semaines après le massacre de l'école militaire de Peshawar, il dénonce finalement les talibans pakistanais et son beau-fils Maulana Fazlullah qui a entre-temps pris la direction du Tehrik-e-Taliban Pakistan.
Souffrant de diabète et d'une maladie du rein, il est libéré le 16 janvier 2018 par les autorités pakistanaises à l'âge de 85 ans, sur condition d'une caution, d'un contrôle judiciaire et de ne pas poursuivre d'activité politique, alors que les procès sont toujours en cours. Il aurait rejoint sa ville natale de Timergara.